# Медведжа
Медведжа (серб. Медвеђа, Medveđa, алб. Medvegja) — місто і муніципалітет в Ябланичському окрузі Сербії. За даними перепису 2011 року, у муніципалітеті Медведжа проживають 7296 осіб, у той час у місті — 2841.